# Quetschpräparat
Ein Quetschpräparat ist ein einfaches, in der Mikroskopie – häufig in der Mykologie – verwendetes Präparat, das dazu dient, Mikrostrukturen sichtbar zu machen.

## Herstellung des Präparats
Auf die Mitte eines sauberen Objektträgers wird mit Hilfe eines Glasstabs oder einer Pipette ein Tropfen Präparierlösung aufgebracht. Mit einer Präpariernadel oder einer spitzen Pinzette wird ein winziges (!) Stück des Materials (zum Beispiel das Lamellenfragment eines Pilzes) in den Flüssigkeitstropfen eingesetzt. Mit der Nadel wird das Objekt gleichmäßig im Medium verteilt und in die richtige Position gebracht. Nun wird ein Deckglas seitlich und schräg an den Flüssigkeitstropfen gestellt, so dass die Flüssigkeit auf Grund der Adhäsion den Rand des Deckglases benetzt. Danach lässt man das Gläschen langsam aufgleiten. Unter Verwendung eines weichen Radiergummis wird das Präparat mit leichtem Druck vorsichtig gequetscht. Ist der Druck zu stark bzw. das aufgebrachte Präparat zu kompakt, zerbricht das Deckglas sehr leicht. Die am Rand des Deckglases austretende Flüssigkeit wird mit einem saugfähigen Stück Papier (Filtrierpapier, Papiertaschentuch o. ä.) abgesaugt.

## Medium
Als Präparierflüssigkeit nimmt man im einfachsten Fall Wasser oder physiologische Kochsalzlösung. Ein Farbstoffzusatz sollte dann unterbleiben, wenn die Eigenfarbe des Objektes eine wichtige Rolle spielt. Um Größenveränderungen des aufgebrachten Mikromaterials zu verhindern, sind Glyzerinzusätze empfehlenswert.

## Objektiv
Es kann jedes in der Mikroskopie verwendete Objektiv eingesetzt werden. Im Falle von Objektiven mit starker Vergrößerung (ab ca. 80 x) bringt man zusätzlich auf das Deckglas einen Tropfen Immersionsöl auf und taucht das entsprechende Immersionsobjektiv in das Öl ein. Dies gewährleistet die Behebung der Lichtreflexion auf der Glasoberfläche.

## Verwendung in der Mykologie
In der Mykologie (Pilzkunde) ist ein Quetschpräparat immer dann angebracht, wenn allgemeine Strukturen des Pilzorganismus untersucht werden sollen (zum Beispiel Hyphen, Schnallen, Basidien, Sporen). Werden etwa für Bestimmungsvorgänge detaillierte „Ortsangaben“ der Mikrostrukturen benötigt, ist das Anfertigen von aufwendigeren Schnittpräparaten erforderlich.